# بيل كيلر
بيل كيلر (بالإنجليزية: Bill Keller)‏ هو صحفي أمريكي، ولد في 18 يناير 1949 في الولايات المتحدة.

## وصلات خارجية
- بيل كيلر على موقع IMDb (الإنجليزية)
- بيل كيلر على موقع مونزينجر (الألمانية)
- بيل كيلر على موقع إن إن دي بي (الإنجليزية)
- بيل كيلر على موقع قاعدة بيانات الفيلم (الإنجليزية)